# Engistoneura currani
Engistoneura currani är en tvåvingeart som beskrevs av Steyskal 1965. Engistoneura currani ingår i släktet Engistoneura och familjen bredmunsflugor.
Artens utbredningsområde är Liberia. Inga underarter finns listade i Catalogue of Life.